# Wojciech Horny
Wojciech Horny (ur. 25 listopada 1974 w Gdańsku) – polski muzyk rockowy, kompozytor oraz aranżer. Członek Akademii Fonograficznej ZPAV.

## Życiorys
W latach 1994–2003 występował w zespole O.N.A. Po rozpadzie formacji wspólnie z Agnieszką Chylińską oraz Zbigniewem Kraszewskim założył formację Chylińska. Współpracował z wieloma grupami, między innymi: Skawalker, KarmaComa, Pivo (gościnnie na płycie Dziki dziki), Pati Yang (płyta Jaszczurka). Do lutego 2013 był członkiem zespołu Patrycji Markowskiej, udziela się w różnych projektach jako muzyk sesyjny oraz tworzy muzykę do filmów (głównie dokumentalnych).
W marcu 2013 dołączył do zespołu Kombii.

## Dyskografia
- Horny & Czerwiński - Double Two (1992, Star)
- Horny & Czerwiński - Dolina Mgieł (1994, Digiton)
- Pivo – Dziki dziki (1996, Sony Music Entertainment Poland)
- Pati Yang – Jaszczurka (1998, Sony Music Entertainment Poland)
- KarmaComa – Odyseja 2001 czyli pamiętnik znaleziony w studni (2001, Universal Music Polska)
- Pectus – Pectus (2007, Pectus)[4] – EP
- Rock Loves Chopin – Rock Loves Chopin (2008, Stołeczna Estrada)
- Ptaky – Szkoła latania (2009, Red Studio Pro)[5]
- Kombii – Wszystko jest jak pierwszy raz (2014, Universal Music Polska)
- Patrycja Markowska – Na żywo (2013, Warner Music Polska)[6]
- Milczenie Owiec – Niepokoje (2016, MJM Music PL)[7]
- Ira – My (2016, Polskie Radio)[8]
- Kombii – 5 (2020, Universal Music Polska)[9]